# Moritz Müller (1868–1934)
Moritz Müller (ur. 28 października 1868 w Monachium, zm. 17 grudnia 1934 w Lausa, dzielnicy Drezna) – niemiecki malarz, animalista.

## Życiorys
Artysta określany jako Moritz Müller der Jüngere lub Moritz II Müller pochodził z rodziny malarzy niemieckich. Był synem Moritza Müllera zwanego Starszym, wnukiem Carla Friedricha Moritza Müllera i ojcem Waltera Huberta Müllera (1912–1945). Był uczniem swego ojca i aby odróżnić swoje prace od jego obrazów stawiał przy sygnaturze skrót „jun.” (M. Müller jun. München), którego po śmierci ojca przestał używać. 
Moritz Müller malował obrazy o tematyce myśliwskiej i przedstawienia zwierząt na tle leśnych i górskich pejzaży, takie jak jeleń na rykowisku. Tworzył w Monachium, regularnie uczestnicząc w miejscowych wystawach, a także w Berlinie, Frankfurcie nad Menem i Magdeburgu.